# NGC 7509
NGC 7509 est une galaxie elliptique compacte située dans la constellation de Pégase. Sa vitesse par rapport au fond diffus cosmologique est de 4 495 ± 26 km/s, ce qui correspond à une distance de Hubble de 66,3 ± 4,7 Mpc (∼216 millions d'al). NGC 7509 a été découverte par l'astronome américain Lewis Swift en 1886.
Selon les bases de données Simbad et NASA/IPAC, NGC 7509 est une galaxie LINER, c'est-à-dire une galaxie dont le noyau présente un spectre d'émission caractérisé par de larges raies d'atomes faiblement ionisés,. La base de données NASA/IPAC désigne aussi ce type de galaxie par l'acronyme BLAGN pour broad-line active galactic nucleus.